# DKW・F102
DKW・F102は旧西ドイツの自動車メーカー、アウトウニオンが、アウトウニオン・1000シリーズの後継車種として1963年から1966年まで生産した乗用車である。伝統の2サイクル3気筒エンジンを持つ最後のDKW車であったが、この時代には取り扱いの容易性や排気ガス対策の点で4サイクルエンジンの優位性は動かしがたいものになっており、1965年には同じボディ・シャシーをベースにした4サイクル4気筒のアウディ・F103が登場し、翌年に生産を終了した。
F102を含むDKW各車は、1950年代はじめからDKWを長年販売していた老舗ディーラーの日本自動車によって日本にも比較的多数が輸入され、DKWのオーナーズクラブも組織されていた。